# Kedda Madsen
Kedda Madsen (9. august 1945 – 4. februar 1976) var en dansk forfatter. Hun var datter af forfatteren Børge Madsen. Hendes debutroman Spring udkom i 1963. I 1967 udkom romanen Stop. Hun har fået digte (og en enkelt novelle) trykt i Ekstrabladet, Politiken og Dagbladet Information i årene 1974-75. Hun var aktiv i rødstrømpebevægelsen, og en af hendes sange "Sangen om Britt" har sangerinden Trille indspillet på albummet Hej søster (1976). Den er med i sangbogen Kvinder synger (1977), udgivet af Rødstrømpebevægelsen i København.
Forfatteren Svend Åge Madsen siger i sin anmeldelse af debutromanen: "Romanens idé bliver derfor ikke forløst, pigen mangler stadig ved slutningen at foretage sit spring. Når bogen alligevel hæver sig over gennemsnittet for den sværm af romaner, der udgives med omtrent dette tema og i omtrent denne stil, skyldes det den sikkerhed, hvormed Kedda Madsen udtrykker sig".

## Trivia
- Kedda Madsen har dannet forbillede for hovedpersonen Le Holm i Herdis Møllehaves roman Le (1977).[2]